# Накбе
Накбе (Nakbé) — руины города майя в провинции Петен в Гватемале.
Город находится приблизительно в 15 км южнее руин города майя Эль Мирадор, с которым Накбе был связан сакбе (Sacbé), так называемой, скоростной дорогой у древних майя. Во время позднего классического периода город также был соединён сакбе с другим поселением майя — Калакмулем.
Регион, где находится Накбе, был заселён около 1400 годов до н. э., период расцвета города приходится на промежуток времени от 800 до 400 годов до н. э., во время которого Накбе представляет собой первый крупный город майя. Начало архитектурного развития города приходится на период между 1000 и 800 годами до н. э.
Накбе был найден в 1930 году, однако его археологическое исследование началось только в 1962 году.
В Накбе было найдено огромное количество керамики, горшков, фигурок и прочей утвари. Находки раковин и обсидиана говорят о развитой транспортной и торговой системе, так как раковины были найдены на отдалённых участках пути к городу. Торговля представляла собой, предположительно, один из основных видов деятельности города.
Здания в Накбе условно разделены на две группы — восточную и западную. Самое большое сооружение 48 м в высоту находится в западной части города, стоит на платформе высотой в 7 м. На стенах изображены семь масок. Размер самой большой, изображающей божество майя, составляет 11 м в ширину и 5 м в высоту.